# アザマト・ムルザカノフ
アザマト・ムルザカノフ（ロシア語: Азамат Мурзаканов、英語: Azamat Murzakanov、1989年4月12日 - ）は、ロシアの男性総合格闘家。カバルダ・バルカル共和国出身。Kドージョー・ウォーリアー・トライブ所属。UFC世界ライトヘビー級ランキング11位。

## 来歴
幼少期からレスリングとボクシングを経験した。2006年に高校卒業後、ロシア国内軍に入隊した。復員後、カバルダ・バルカル共和国ロシア内務省の特殊部隊である緊急対応特殊課（SOBR）に所属し、近接格闘術の大会で優秀な成績を収めスポーツマスターの称号を授与された。
2010年、プロ総合格闘技デビュー。
2016年10月2日、United Caucasian FC 1で後のUFCランカーアンドレ・ムニスと対戦し、左フックで1RKO勝利を収めた。
UFCと契約し、2017年6月25日に開催されるUFC Fight Night: Chiesa vs. Leeで試合を行う予定だったが6月8日に欠場が発表された。
2019年4月8日、米国アンチドーピング機関（USADA）が、2017年9月2日に実施した競技外の抜き打ち検査で、ムルザカノフからボルデノンの代謝物である5β-アンドロスト-1-エン-17β-オール-3-オンおよび4-ジエン-6β-オール-3、17-ジオンの陽性反応が検出されたため、2017年9月25日から暫定出場停止処分を科していたが、ムルザカノフからさらなる詳細な検査の要求があったため、高感度同位体比質量分析法（GC/C/IRMS）を使用した分析などが行われたが同じ禁止物質の陽性反応が検出されるなど検査結果が覆ることはなったことで、USADAはムルザカノフに2年間の出場停止処分を科した。
2021年8月31日、Dana White's Contender Series 37でマテウス・シェフェウと対戦し、右フックでダウンを奪いパウンドで1RTKO勝ちを収め、UFCとの契約を獲得した。

### UFC
2022年3月12日、UFC初出場となったUFC Fight Night: Santos vs. Ankalaevでテフォン・チュクウィと対戦し、右飛び膝蹴りで3RKO勝ち。パフォーマンス・オブ・ザ・ナイトを受賞した。
2023年4月15日、UFC on ESPN: Holloway vs. Allenでライトヘビー級ランキング13位のダスティン・ジャコビーと対戦し、3-0の判定勝ち。
2024年8月3日、UFC on ABC: Sandhagen vs. Nurmagomedovでライトヘビー級ランキング15位のアロンゾ・メニフィールドと対戦し、スタンドパンチ連打でダウンを奪いパウンドで2RKO勝ち。パフォーマンス・オブ・ザ・ナイトを受賞した。

## 戦績
| 総合格闘技 戦績 | 総合格闘技 戦績 | 総合格闘技 戦績 | 総合格闘技 戦績 | 総合格闘技 戦績 | 総合格闘技 戦績 | 総合格闘技 戦績 |
| --------------- | --------------- | --------------- | --------------- | --------------- | --------------- | --------------- |
| 15 試合         | (T)KO           | 一本            | 判定            | その他          | 引き分け        | 無効試合        |
| 15 勝           | 11              | 1               | 3               | 0               | 0               | 0               |
| 0 敗            | 0               | 0               | 0               | 0               | 0               | 0               |

| 勝敗 | 対戦相手                 | 試合結果                                  | 大会名                                                               | 開催年月日     |
|      | アレクサンダル・ラキッチ |                                           | UFC 321: Aspinall vs. Gane                                           | 2025年10月25日 |
| ○    | ブレンジソン・ヒベイロ   | 1R 3:25 TKO（左フック→パウンド）          | UFC 316: Dvalishvili vs. O'Malley 2                                  | 2025年6月7日   |
| ○    | アロンゾ・メニフィールド | 2R 3:18 KO（スタンドパンチ連打→パウンド） | UFC on ABC 7: Sandhagen vs. Nurmagomedov                             | 2024年8月3日   |
| ○    | ダスティン・ジャコビー   | 5分3R終了 判定3-0                         | UFC on ESPN 44: Holloway vs. Allen                                   | 2023年4月15日  |
| ○    | デビン・クラーク         | 3R 1:18 TKO（左ボディブロー→パウンド）    | UFC on ESPN 41: Vera vs. Cruz                                        | 2022年8月13日  |
| ○    | テフォン・チュクウィ     | 3R 0:44 KO（右飛び膝蹴り）                | UFC Fight Night: Santos vs. Ankalaev                                 | 2022年3月12日  |
| ○    | マテウス・シェフェウ     | 1R 3:00 TKO（右フック→パウンド）          | Dana White's Contender Series 37                                     | 2021年8月31日  |
| ○    | モハメド・ファクレディン | 1R 3:37 KO（左アッパー）                  | Brave CF 29: Torres vs. Adur 【KHK無差別級王座決定トーナメント決勝】 | 2019年11月15日 |
| ○    | ガト・イノセンチ         | 5分3R終了 判定3-0                         | Brave CF 29: Torres vs. Adur 【KHK無差別級王座決定トーナメント決勝】 | 2019年11月15日 |
| ○    | ジョージー・サカエフ     | 1R 1:37 TKO（パンチ連打）                 | ACB 57: Yan vs. Magomedov                                            | 2017年4月15日  |
| ○    | アンドレ・ムニス         | 1R 0:50 KO（左フック）                    | United Caucasian FC 1                                                | 2016年10月2日  |
| ○    | ボグダン・ブラク         | 1R 0:35 ネッククランク                    | PFC Gladiator 4: Battle of Champions                                 | 2016年7月23日  |
| ○    | エリック・エラービー     | 1R 3:36 TKO（ドクターストップ）           | Global Proving Ground 24                                             | 2016年5月14日  |
| ○    | アレクセイ・シドレンコ   | 5分2R終了 判定3-0                         | Fight Nights Global 42                                               | 2015年10月23日 |
| ○    | アレック・フーベン       | 1R 0:20 TKO（パンチ連打）                 | Ring of Combat 51                                                    | 2015年6月5日   |
| ○    | アンゾル・ハキモフ       | 1R 0:10 KO（パンチ）                      | WWFC: Cage Encounter 6                                               | 2010年2月13日  |

## 獲得タイトル
- KHK MMA無差別級王座（2019年）

## 表彰
- UFC パフォーマンス・オブ・ザ・ナイト（2回）